# Caudal Deportivo de Mieres
El Caudal Deportivo de Mieres és un club de futbol del municipi de Mieres (Astúries).

## Història
El club es fundà el 13 de gener de 1941. És el continuador del Racing de Mieres fundat l'any 1918.

## Dades del club
- Temporades a 1a Divisió: 0.
- Temporades a 2a Divisió: 7.
- Temporades a 2a Divisió B: 7.
- Temporades a 3a Divisió: 40.

## Trajectòria esportiva
- 1945-46 Ascens a la 3a Divisió.[1]
- 1948-49 3a Divisió Grup I. 9è amb 22 punts.
- 1949-50 3a Divisió Grup I. 1r amb 50 punts.
- 1950-51 3a Divisió Grup I. 2n amb 43 punts, ascens a 2a Divisió.
- 1951-52 2a Divisió Grup I. 8è amb 32 punts.
- 1952-53 2a Divisió Grup I. 10è amb 28 punts.
- 1953-54 2a Divisió Grup I. 12è amb 28 punts
- 1954-55 2a Divisió Grup I. 13è amb 24 punts.
- 1955-56 2a Divisió Grup I. 4t amb 34 punts.
- 1956-57 2a Divisió Grup I. 11è amb 35 punts.
- 1957-58 2a Divisió Grup I. 15è amb 29 punts, descens a 3a Divisió.
- 1968-69 3a Divisió Grup I. 17è amb 29 punts
- 1969-70 3a Divisió Grup I. 5è amb 45 punts.
- 1970-71 3a Divisió Grup I.
- 1971-72 3a Divisió Grup I.
- 1973-74 3a Divisió Grup I. 16è amb 32 punts.
- 1974-75 3a Divisió Grup I. 19è amb 22 punts, descens a Regional.
- 1975-76 Regional Preferent. Campió, ascens a 3a Divisió.
- 1976-77 3a Divisió. Grup I. 8è amb 39 punts. Ascens a 2a Divisió B.